# Liste der Biografien/Heb
Liste der Biografien |
Portal Biografien |
Personensuche
# |
A |
B |
C |
D |
E |
F |
G |
H |
I |
J |
K |
L |
M |
N |
O |
P |
Q |
R |
S |
T |
U |
V |
W |
X |
Y |
Z |
?
 
Ha |
Hd |
He |
Hi |
Hj |
Hk |
Hl |
Hm |
Hn |
Ho |
Hr |
Hs |
Ht |
Hu |
Hv |
Hw |
Hy
 
Hea |
Heb |
Hec |
Hed |
Hee |
Hef |
Heg |
Heh |
Hei |
Hej |
Hek |
Hel |
Hem |
Hen |
Heo |
Hep |
Heq |
Her |
Hes |
Het |
Heu |
Hev |
Hew |
Hex |
Hey |
Hez
Die Liste der Biografien führt alle Personen auf, die in der deutschsprachigen Wikipedia einen Artikel haben. Dieses ist eine Teilliste mit 216 Einträgen von Personen, deren Namen mit den Buchstaben „Heb“ beginnt.

## Heb

### Heba
- Heba, Teodor (* 1914), albanischer kommunistischer Politiker
- Hebar, Andrej (* 1984), slowenischer Eishockeyspieler
- Hebard, Arthur (* 1940), US-amerikanischer Physiker
- Hebard, Emory A. (1917–1993), US-amerikanischer Politiker und Treasurer von Vermont
- Hebard, Grace Raymond (1861–1936), US-amerikanische Universitätsmanagerin, Professorin, Historikerin und Sufragette
- Hebard, William (1800–1875), US-amerikanischer Jurist und Politiker
- Hebauf, Alfred (1940–2020), deutscher Leichtathlet

### Hebb
- Hebb, Bernard (1941–2020), US-amerikanischer klassischer Gitarrist und Hochschullehrer
- Hebb, Bobby (1938–2010), US-amerikanischer Sänger und Songwriter
- Hebb, Donald O. (1904–1985), kanadischer Psychologe
- Hebbe, Signe (1837–1925), schwedische Opernsängerin, Sopran und Gesangslehrerin
- Hebbe, Wendela (1808–1899), schwedische Journalistin, Schriftstellerin und Salonnière
- Hebbel, Christine (1817–1910), deutsche Bühnenschauspielerin und Ehefrau des deutschen Dramatikers Friedrich Hebbel
- Hebbel, Christine (1870–1893), österreichische Theaterschauspielerin
- Hebbel, Friedrich (1813–1863), deutscher Dramatiker und LyrikerFriedrich Hebbel (1813–1863)

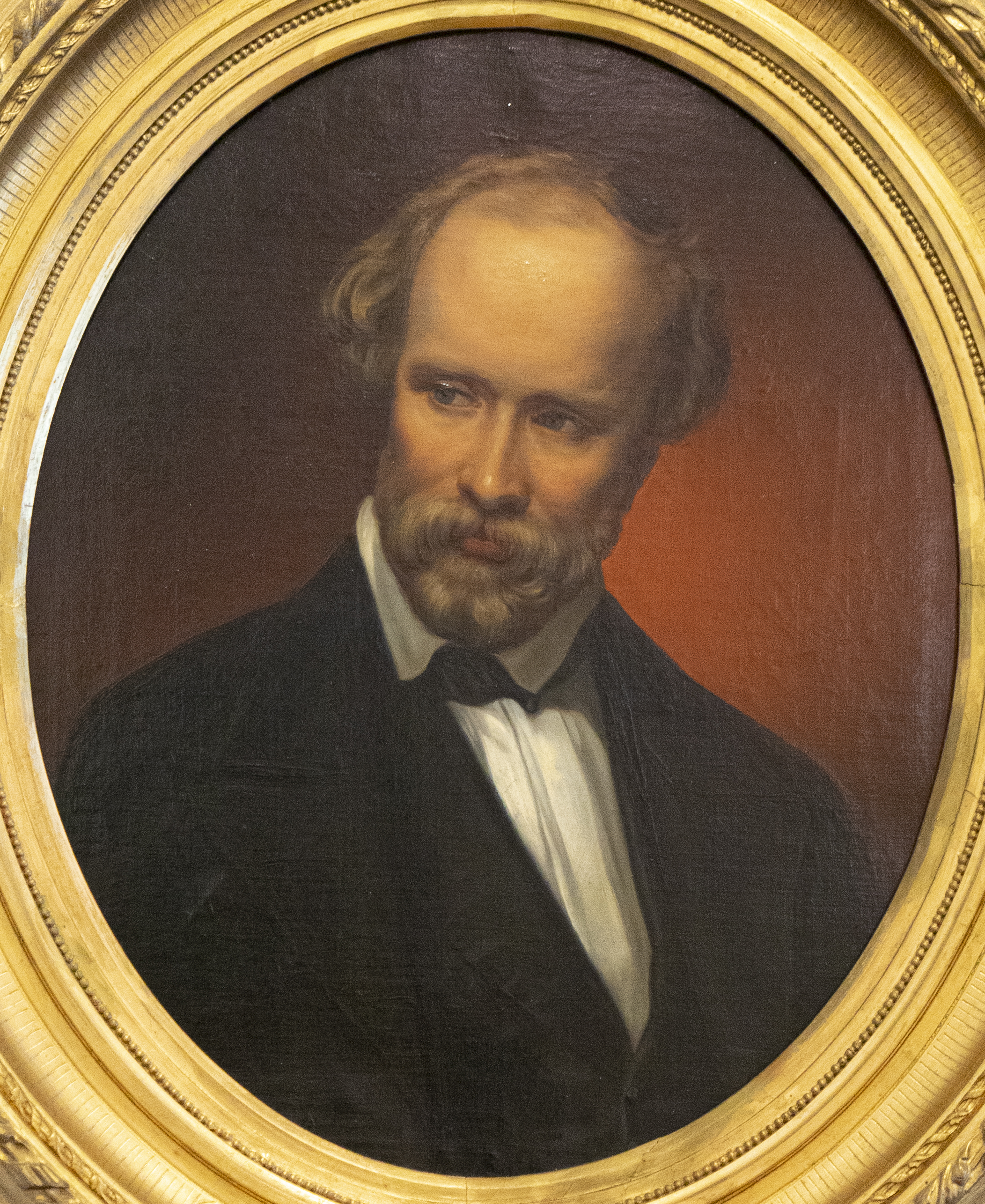
Friedrich Hebbel (1813–1863)

- Hebbel, Hartmut (* 1943), deutscher Mathematiker
- Hebbel, Paul (* 1947), deutscher Politiker (CDU)
- Hebbelmann, Louis (* 1998), deutscher Fußballspieler
- Hebbelmann, Uwe (* 1982), deutscher Basketballspieler
- Hebbeln, Toke Constantin (* 1978), deutscher Regisseur
- Hebben, Frank (* 1975), deutscher Science-Fiction-Autor
- Hebbinghaus, Georg (1866–1944), deutscher Marineoffizier
- Hebborn, Eric (1934–1996), britischer Maler und Kunstfälscher
- Hebborn, Gerhard (1878–1967), deutscher Politiker und Oberbürgermeister
- Hebborn, Heinrich (* 1900), deutscher Unternehmer

### Hebd
- Hebda, Bernard (* 1959), US-amerikanischer Geistlicher, Erzbischof von Saint Paul and Minneapolis
- Hebden, John (1712–1765), englischer Komponist und Cellist
- Hebden, Mark (* 1958), englischer Schachspieler und Schachgroßmeister

### Hebe
- Hebebrand, Werner (1899–1966), deutscher Architekt, Stadtplaner, Baubeamter und Hochschullehrer
- Hebecker, Arthur (* 1968), deutscher theoretischer Physiker
- Hebecker, Bernd (* 1955), deutscher Dartspieler
- Hebecker, Karl (1911–1992), deutscher Architekt
- Hebecker, Laura (* 1993), deutsche Basketballspielerin
- Hebecker, Max (1882–1948), deutscher Bergwerksingenieur
- Hebecker, Otto (1888–1977), deutscher Nautiker und Hochschullehrer
- Hebein, Birgit (* 1967), österreichische Sozialarbeiterin und Politikerin (Grüne), Abgeordnete zum Wiener Landtag und GemeinderatBirgit Hebein (* 1967)

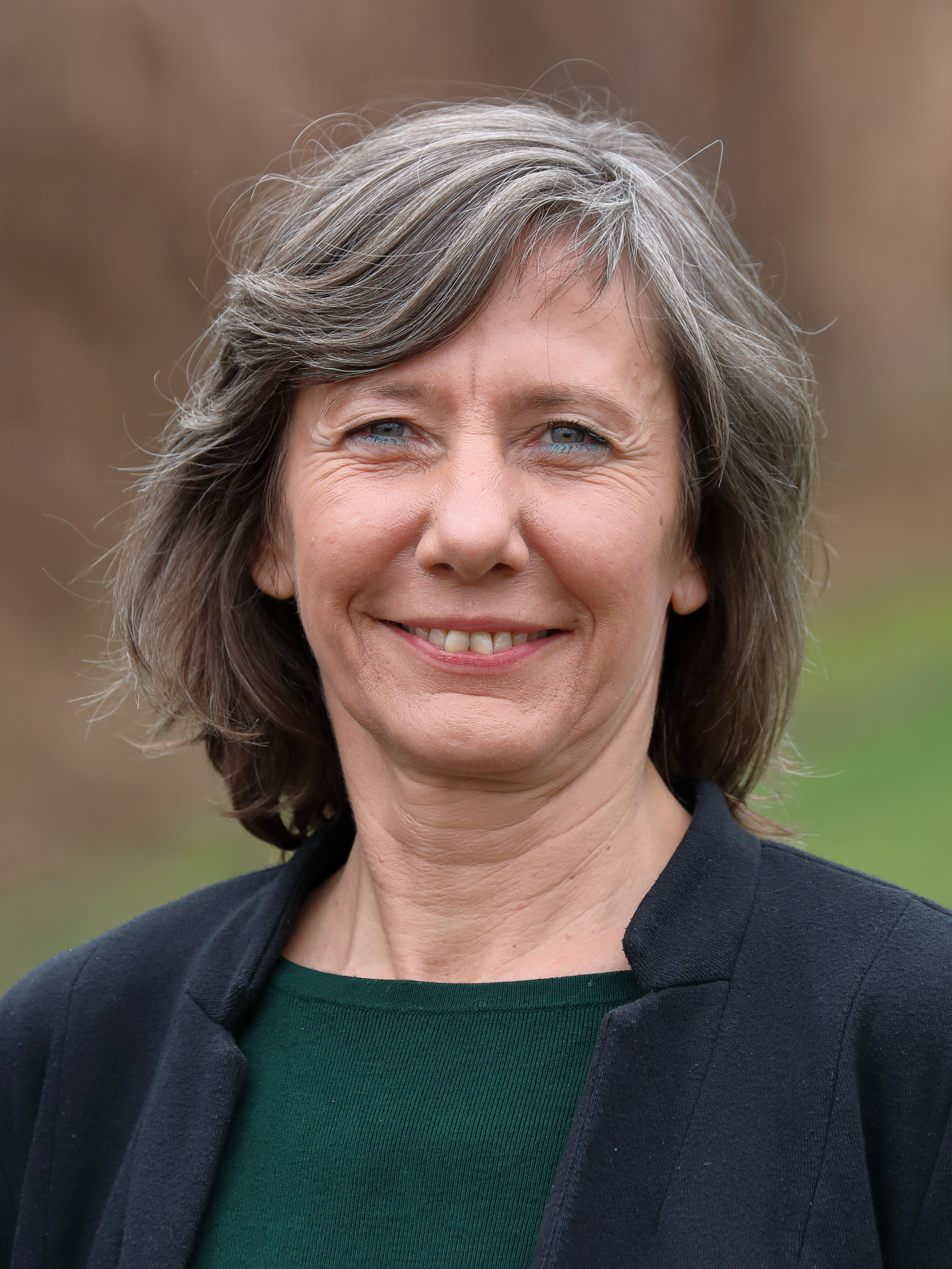
Birgit Hebein (* 1967)

- Hebeisen, Erika (* 1966), Schweizer Historikerin
- Hebeisen, Ernesto (1919–2007), Schweizer Bildhauer, Plastiker, Grafiker, Radierer und Holzschnitzer
- Hebeisen, Gustav (1875–1940), deutscher Historiker, Archivar und Bibliothekar
- Hebeisen, Peter (* 1956), Schweizer Fotograf und Buchautor
- Hebel, Arthur (1899–1981), deutscher Leichtathlet
- Hebel, Benedikt (1865–1922), deutscher Politiker (BVP, Zentrum), MdR
- Hebel, Franz (1926–2015), deutscher Germanist, Didaktiker und Hochschullehrer
- Hebel, Frieda (1904–1995), deutsch-israelische Schriftstellerin
- Hebel, Friedrich Wilhelm (1875–1931), deutscher Pädagoge und Autor
- Hebel, Joachim (* 1986), deutscher Sport-Kommentator und Journalist
- Hebel, Johann Peter (1760–1826), deutscher Dichter, evangelischer Geistlicher und LehrerJohann Peter Hebel (1760–1826)

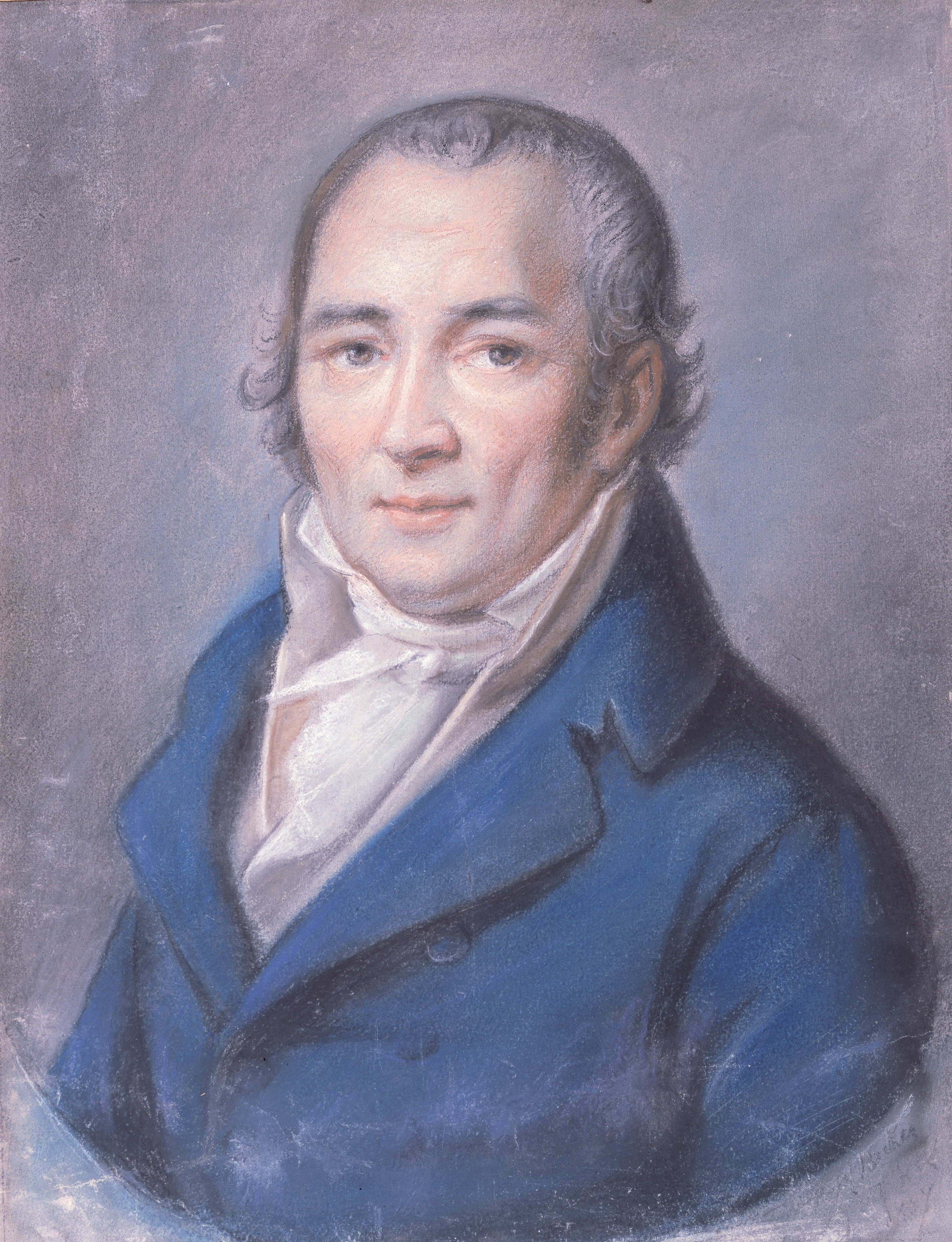
Johann Peter Hebel (1760–1826)

- Hebel, Josef (1894–1972), deutscher Bautechniker und Unternehmer
- Hebel, Karl (* 1923), deutscher Handballspieler und Handballtrainer
- Hebel, Silvia, deutsche Filmeditorin
- Hebel, Stephan (* 1956), deutscher Journalist und Publizist
- Hebel, Torsten (* 1965), deutscher Moderator, Kabarettist, Schauspieler und Theologe
- Hebel, Udo (* 1956), deutscher Amerikanist, Präsident der Universität Regensburg
- Hebel, Uli (* 1988), deutscher Journalist und Fußballkommentator
- Hebel, Wilhelm Karl (1852–1930), Mitglied des Provinziallandtages der Provinz Hessen-Nassau
- Hebel, Zdravko (1943–2017), jugoslawischer Wasserballspieler
- Hebeler, Timo (* 1974), deutscher Rechtswissenschaftler und Hochschullehrer
- Hebensperger, Johann Nepomuk (1893–1960), deutscher katholischer Geistlicher, Historiker und Philosoph
- Hebenstreit, Bérénice (* 1987), österreichische Regisseurin
- Hebenstreit, Ernst Benjamin Gottlieb (1758–1803), deutscher Mediziner
- Hebenstreit, Franz (1747–1795), österreichischer Jakobiner
- Hebenstreit, Georg Ernst (1739–1781), deutscher Theologe
- Hebenstreit, Heinrich Michael (1745–1786), deutscher Jurist und Historiker
- Hebenstreit, Johann Baptist (1548–1593), deutscher evangelischer Pfarrer
- Hebenstreit, Johann Baptist († 1638), deutscher Poet und Gymnasialrektor
- Hebenstreit, Johann Christian (1686–1756), deutscher evangelisch-lutherischer Theologe, Philologe und Philosoph
- Hebenstreit, Johann Christian (1720–1795), deutscher Arzt und Botaniker
- Hebenstreit, Johann Ernst (1702–1757), deutscher Mediziner
- Hebenstreit, Johann Paul (1660–1718), deutscher Moralphilosoph und lutherischer Theologe
- Hebenstreit, Julius († 1938), namibischer Bürgermeister
- Hebenstreit, Manfred (* 1957), österreichischer Maler und Grafiker
- Hebenstreit, Michael, österreichischer Kapellmeister und Komponist für Bühnenmusik
- Hebenstreit, Pantaleon (1668–1750), deutscher Komponist und Tanzlehrer
- Hebenstreit, Pedro (1926–2009), deutscher Balletttänzer und Schauspieler
- Hebenstreit, Roman (* 1971), österreichischer GewerkschaftsfunktionärRoman Hebenstreit (* 1971)

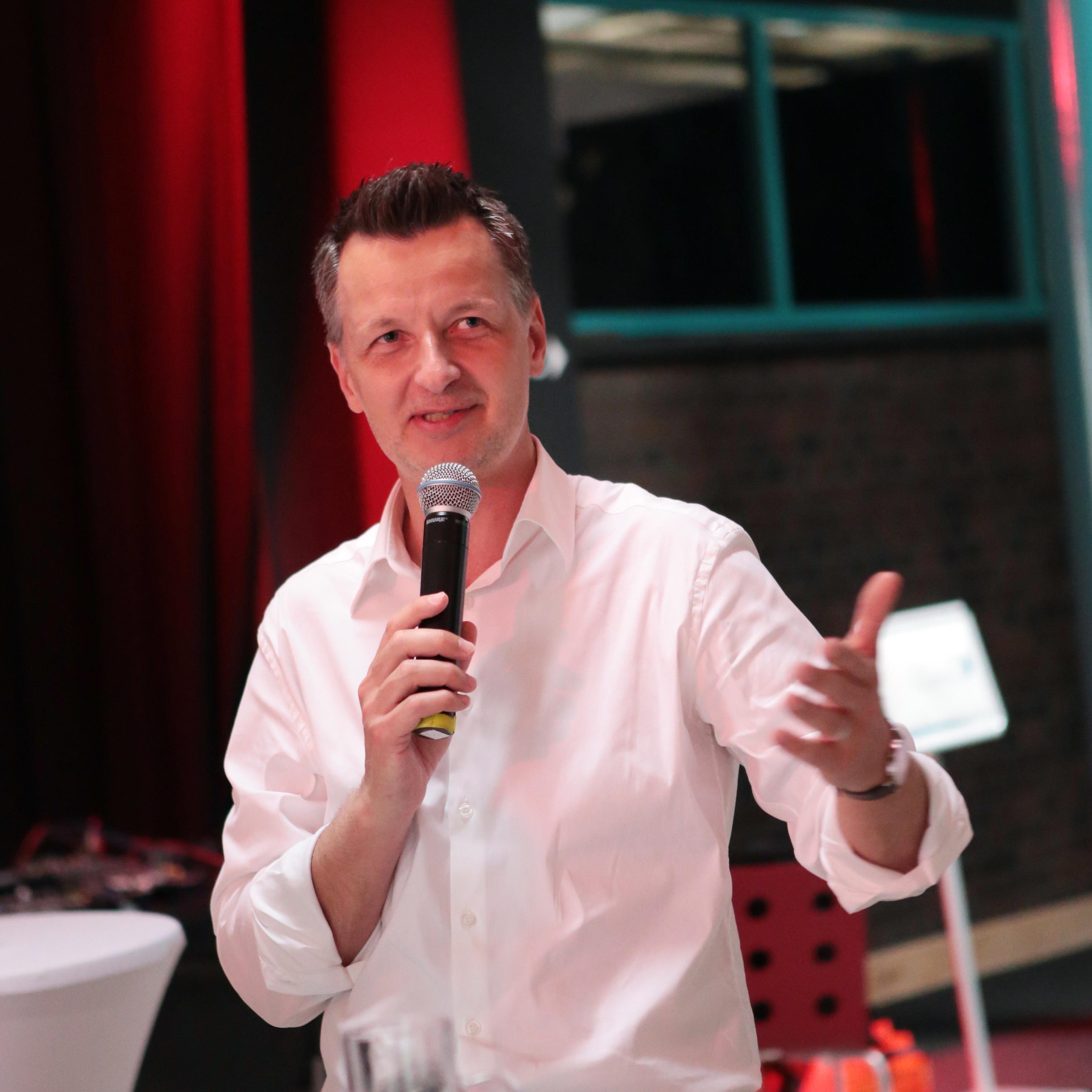
Roman Hebenstreit (* 1971)

- Hebenstreit, Theresia (1950–2015), deutsche Bildhauerin und Malerin
- Hebenstreit, Ulrich (* 1947), deutscher Jurist, Richter am Bundesgerichtshof
- Hebenstreit, Wilhelm (1774–1854), deutsch-österreichischer Journalist und Schriftsteller
- Hebenstreit-Müller, Sabine (* 1952), deutsche Erziehungswissenschaftlerin
- Hebenstreith, Wolfgang (1906–1968), österreichischer Schauspieler, Hörspielsprecher und ein Theaterregisseur
- Hebenton, Andy (1929–2019), kanadischer Eishockeyspieler und -trainer
- Heber, biblische Person, Mann Jaels
- Heber, Belinda (* 1991), österreichische Badmintonspielerin
- Heber, Claudia (* 1976), deutsche Politikerin (CDU)
- Heber, Daniel (* 1994), deutscher Fußballspieler
- Heber, Franz Alexander (1815–1849), böhmischer Kaufmann und Burgenforscher
- Heber, Georg Michael (1652–1702), deutscher Rechtswissenschaftler
- Heber, Gerhard (1927–2010), deutscher theoretischer Physiker
- Heber, Henriette (1795–1869), Gründerin der ersten öffentlichen Arbeitsvermittlung in Dresden und Leiterin der Armen-Arbeits-Anstalt
- Heber, Jan (* 1998), deutscher Basketballspieler
- Heber, Johann Jacob (* 1666), deutscher Geodät und Kartograf
- Heber, Peter (* 1956), deutscher Künstler
- Heber, Reginald (1783–1826), englischer anglikanischer Theologe der Church of England, Reisender und Literat
- Héber, Ricardo (1927–2002), argentinischer Leichtathlet
- Heber, Ulrich (1930–2016), deutscher Botaniker
- Heberden, William (1710–1801), englischer Mediziner
- Heberdey, Rudolf (1864–1936), österreichischer Archäologe
- Heberer, Franz (1883–1955), deutscher Architekt
- Heberer, Georg (1920–1999), deutscher Chirurg und Hochschullehrer in Köln und München
- Heberer, Gerhard (1901–1973), nationalsozialistischer „Rassenforscher“, Genetiker, Anthropologe
- Heberer, Helen (* 1950), deutsche Politikerin (SPD), MdL
- Heberer, Johann Erhard (1604–1663), deutscher Kaufmann, schwedischer Administrator (Vogt) des Amtes Mainburg, Ratsherr und Bürgermeister in Schweinfurt
- Heberer, Johann Philipp (1625–1701), deutscher Rechtswissenschaftler, Syndicus bei der Reichsstadt Weißenburg
- Heberer, Johann sen. (1568–1628), Syndicus, Stadtschreiber und Geschichtsschreiber (Historiograph) in Schweinfurt
- Heberer, Johann Wolfgang (1675–1730), deutscher Consulent und Syndicus in Weißenburg in Bayern
- Heberer, Ludwig (1915–1997), deutscher Arzt
- Heberer, Marcus (1592–1665), Stadtschreiber und Stadtsyndicus in Schweinfurt
- Heberer, Michael, deutscher Reiseschriftsteller und Lyriker
- Heberer, Thomas (* 1947), deutscher Politikwissenschaftler
- Heberer, Thomas (* 1965), deutscher Jazz-Trompeter
- Heberer, Wolfgang Wilhelm (1659–1721), kaiserlicher Hofpfalzgraf, pappenheimischer Rat, Syndicus, Konsistorialpräsident, Lehen Probst, Reichsquartiermeister
- Héberlé, Antoine, französischer Kameramann
- Heberle, Anton, Flötist, Komponist und Instrumentenerfinder
- Heberle, Günter (* 1973), deutscher Fußballspieler
- Heberle, Hans (1597–1677), schwäbischer Schuhmacher, Bauer und Chronist des Dreißigjährigen Krieges
- Heberle, Joachim (* 1960), deutscher Biophysiker
- Heberle, Karl (* 1943), Schweizer Radrennfahrer
- Heberle, Klaus Hinrich (1931–1998), US-amerikanischer Philosoph und Politikwissenschaftler
- Heberlé, Philippe (* 1963), französischer Sportschütze
- Heberle, Rudolf (1896–1991), deutsch-US-amerikanischer Soziologe
- Heberle, Therese (1805–1840), österreichische Tänzerin und Sängerin
- Heberle, Wolfram (* 1966), Theaterschauspieler, Theaterproduzent und der Leiter des Studienbereichs Theater an der Hochschule der Künste Bern
- Heberle-Bors, Erwin (* 1947), deutscher Biologe
- Heberlein, Berthold (1846–1914), deutscher evangelischer Geistlicher und Chronist der Stadt Wolgast
- Heberlein, Eduard (1874–1957), Schweizer Chemiker und Industrieller
- Heberlein, Erich (1889–1980), deutscher Diplomat
- Heberlein, Ferdinand (1863–1925), deutsch-schweizerischer Hüttenchemiker und Industrieller
- Heberlein, Georg Philipp (1805–1888), deutsch-schweizerischer Textilunternehmer
- Heberlein, Georges (1874–1944), Schweizer Chemiker, Politiker und Industrieller
- Heberlein, Hermann (* 1859), deutscher Cellist, Komponist und Musikpädagoge
- Heberlein, Hermann (1922–1999), deutscher Politiker (SPD), MdHB
- Heberlein, Joachim (1939–2014), deutscher Plasmaphysiker
- Heberlein, Karin, Schweizer Regisseurin und Drehbuchautorin
- Heberlein, Katharina (* 1868), deutsche Theaterschauspielerin
- Heberlein, Marcel (* 1990), deutscher Basketballspieler
- Heberlein, Trix (* 1942), Schweizer Rechtsanwältin und Politikerin (FDP)Trix Heberlein (* 1942)

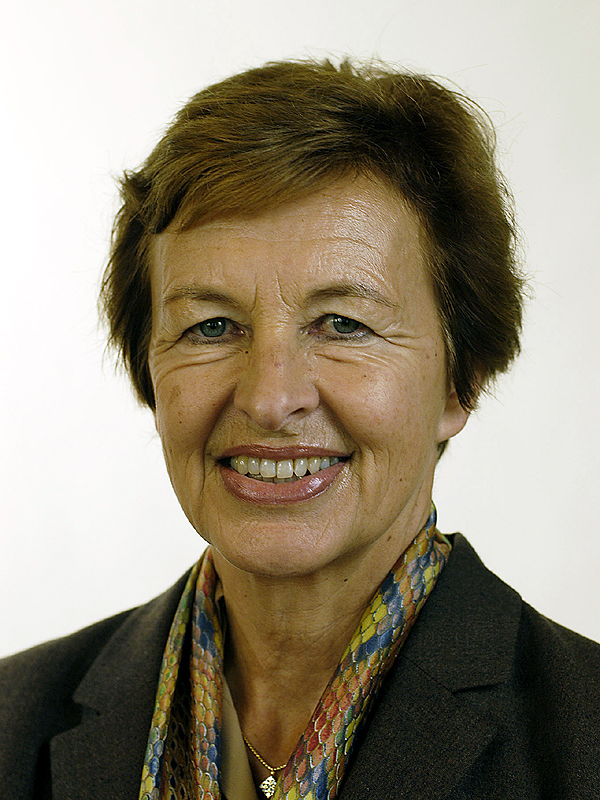
Trix Heberlein (* 1942)

- Heberling, Chuck (1925–2019), US-amerikanischer Schiedsrichter im American Football
- Heberling, Conrad (* 1954), österreichisch-kanadischer Medienmanager und Medienprofessor
- Heberling, Johannes, deutscher Humanist und Mediziner
- Hebern, Edward (1869–1952), US-amerikanischer Kryptologe
- Hebert Gregory, Kimberly (* 1973), US-amerikanische Schauspielerin
- Hébert, Adrien (1890–1967), kanadischer Maler
- Hébert, Anne (1916–2000), kanadische frankophone Schriftstellerin
- Hebert, Ben (* 1983), kanadischer Curler
- Hebert, Bernhard (* 1960), österreichischer Archäologe und Denkmalpfleger
- Hebert, Bobby (* 1960), US-amerikanischer American-Football-Spieler
- Hebert, Detlef (1943–2015), deutscher Physiker und Hochschullehrer
- Hebert, Edgar (* 1947), kanadischer Eishockeyspieler
- Hébert, Edmond (1812–1890), französischer Geologe
- Hébert, Ernest (1817–1908), französischer Maler
- Hebert, Felix (1874–1969), US-amerikanischer Politiker
- Hébert, Felix Edward (1901–1979), US-amerikanischer Politiker
- Hébert, Gabrielle (1853–1934), deutschstämmige französische Fotografin
- Hébert, Georges (1875–1957), französischer Offizier und Sportwissenschaftler, Entwickler der Méthode Naturelle
- Hebert, Guido (* 1899), deutscher Maler
- Hebert, Guy (* 1967), US-amerikanischer Eishockeytorhüter
- Hebert, Ian (* 1973), kanadischer Eishockeyspieler und -trainer
- Hébert, Jacques-René (1757–1794), französischer RevolutionärJacques-René Hébert (1757–1794)

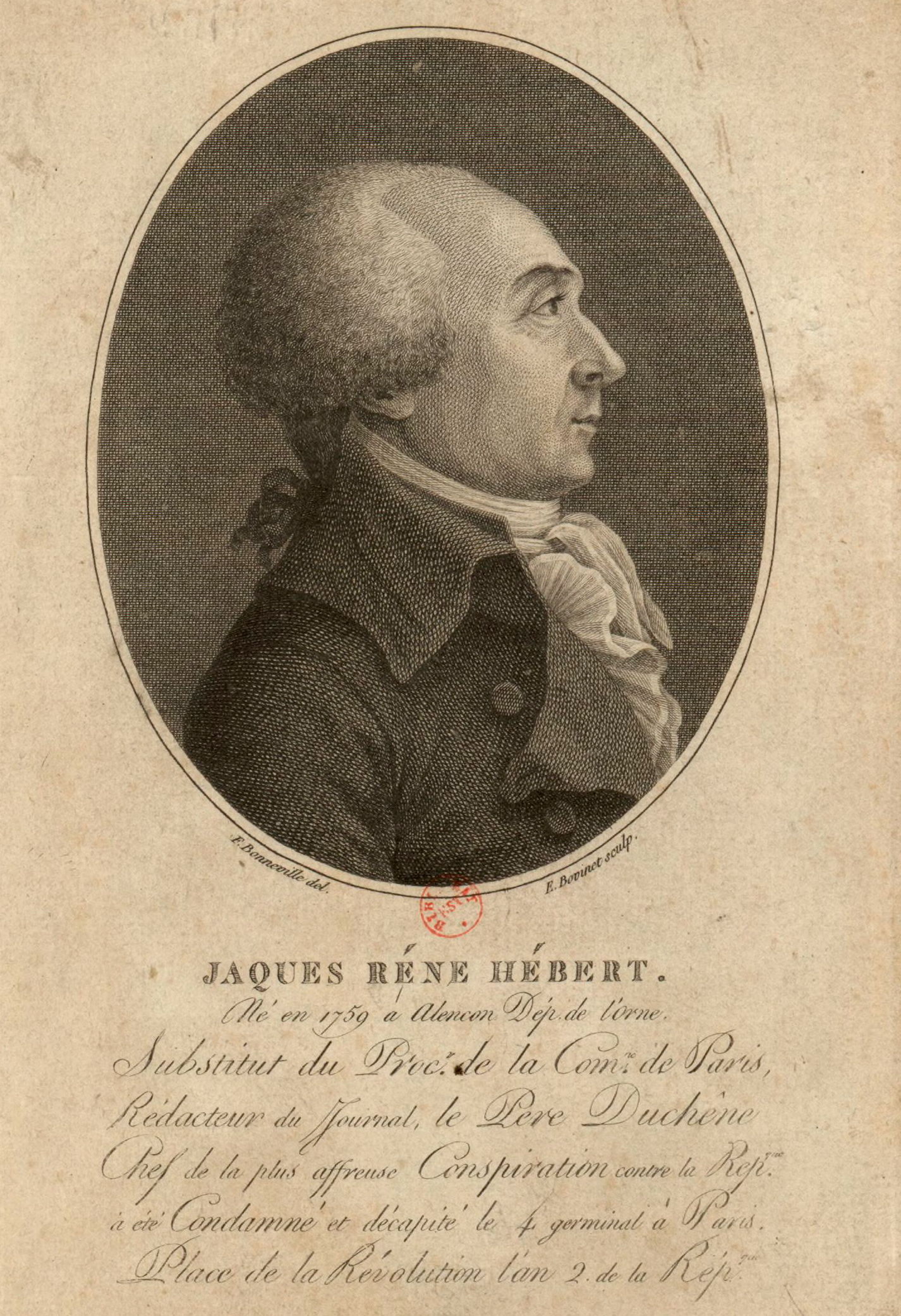
Jacques-René Hébert (1757–1794)

- Hébert, John (* 1972), US-amerikanischer Jazzbassist
- Hebert, Joseph (* 1982), US-amerikanischer Pokerspieler
- Hébert, Jules (1812–1897), Schweizer Maler
- Hébert, Julien (1917–1994), franco-kanadischer Industriedesigner
- Hebert, Jürgen (1933–2008), deutscher evangelisch-lutherischer Geistlicher, Autor und Herausgeber
- Hébert, Louis († 1627), französischer Apotheker, erster Kolonist in Neufrankreich
- Hébert, Paul, kanadischer Vaudevilledarsteller der 1920er und 1930er Jahre
- Hébert, Paul Octave (1818–1880), US-amerikanischer Politiker
- Hebert, Sammy (1893–1965), kanadischer Eishockeytorwart
- Hebert, Wolfgang (* 1962), deutscher Bildhauer und Grafiker
- Hébert-Coëffin, Josette (1907–1973), französische Bildhauerin und Medailleurin
- Hebesberger, Felix (* 1996), österreichischer Fußballspieler
- Hebesberger, Udo (* 1981), österreichischer Politiker (SPÖ), Landtagsabgeordneter in der Steiermark
- Hebestreit, Ellen-Heidi (* 1941), deutsche Politikerin (CDU), MdL
- Hebestreit, Henner (* 1966), deutscher Journalist und Fernsehmoderator
- Hebestreit, Jochen (1918–1999), deutscher Architekt
- Hebestreit, Ronny (* 1975), deutscher Fußballspieler
- Hebestreit, Steffen (* 1972), deutscher Journalist und RegierungssprecherSteffen Hebestreit (* 1972)

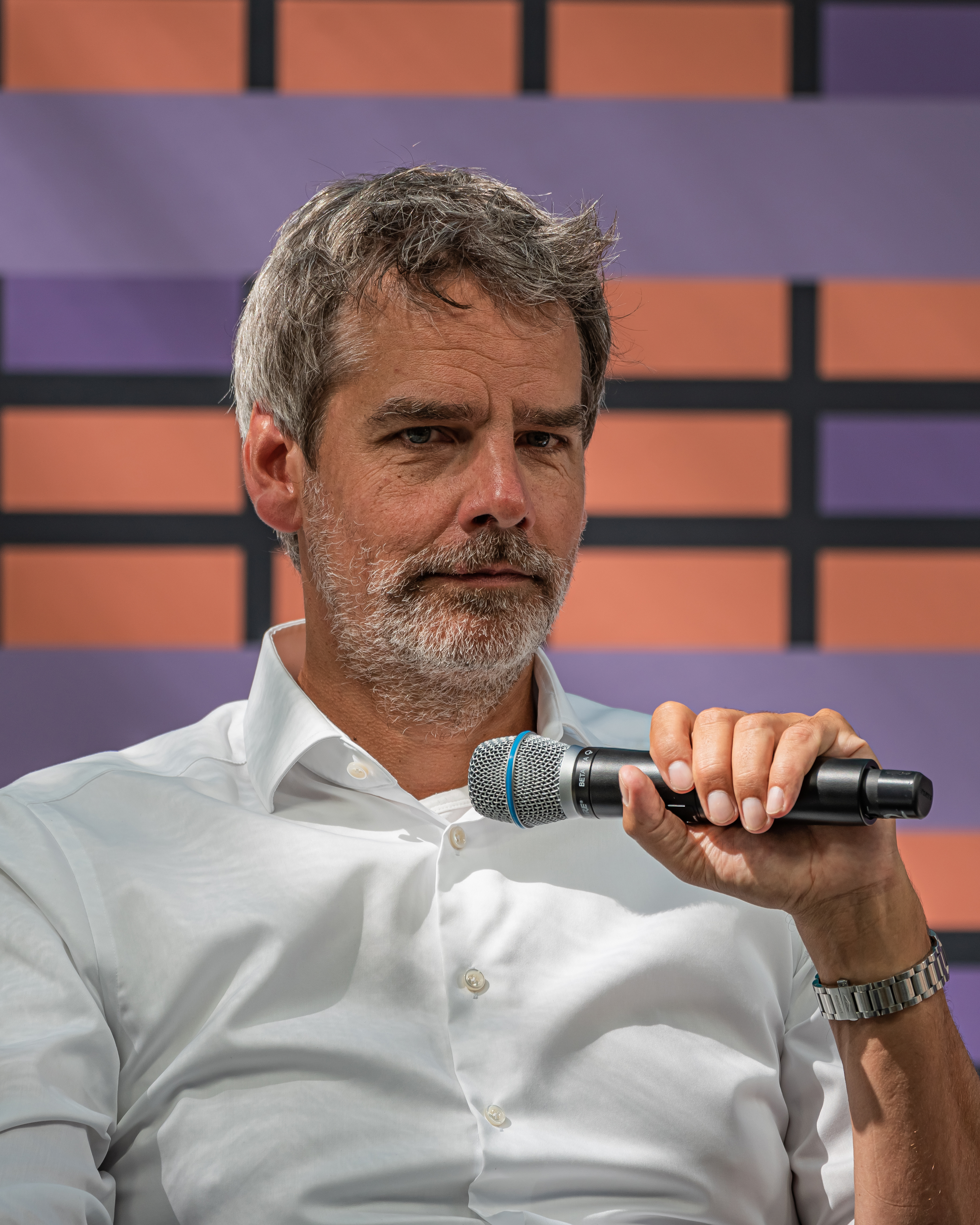
Steffen Hebestreit (* 1972)

### Hebg
- Hebgen, Achim (1943–2012), deutscher Hörfunkmoderator, Musikproduzent und früherer Leiter der SWR-Jazzredaktion
- Hebgen, Michael (1950–2019), deutscher Mathematiker, Informatiker und Hochschullehrer

### Hebi
- Hebib, Zlatko (* 1990), kroatisch-schweizerischer Fußballspieler
- Hebich, Martin (* 1972), deutscher Kommunalpolitiker (CDU), von 2016 bis 2023 Oberbürgermeister von Frankenthal (Pfalz)
- Hebich, Samuel (1803–1868), deutscher Missionar
- Hebig, Dieter (* 1957), deutscher Archivar und Historiker
- Hebík, Martin (* 1982), tschechischer Radrennfahrer
- Hebing, Gudulana (1912–1944), deutsche Steyler Missionsschwester und Märtyrin
- Hebisch, Nicolas (* 1990), deutscher Fußballspieler
- Hebisch, Udo (* 1954), deutscher Mathematiker

### Hebl
- Hebl, Gary (* 1951), US-amerikanischer Politiker
- Hebler, Andy (* 1989), deutscher Fußballspieler
- Hebler, Carl (1821–1898), Schweizer Philosoph
- Hebler, Herman (1911–2007), norwegischer Grafiker
- Hebler, Makarios (1950–2017), deutscher Pfarrer und Abt
- Hebler, Ruth (* 1973), deutsche Cartoonistin
- Hebler, Willi, deutscher Fußballspieler
- Hebling de Aguiar, Gustavo (* 1996), brasilianischer Fußballspieler

### Hebn
- Hebner, Dave (1949–2022), US-amerikanischer Wrestling-Schiedsrichter, Promoter und Road Agent
- Hebner, Harry (1891–1968), US-amerikanischer Schwimmer
- Hebner, Martin (1959–2021), deutscher Politiker (AfD), MdB

### Hebo
- Hebold, Erik (* 1966), deutscher Basketballspieler
- Hebold, Gottlob, Buchhändler und Verleger in Crossen und Sorau
- Hebold, Otto (1896–1975), deutscher Mediziner und Aktion T4-Gutachter
- Hebold, Steve, US-amerikanischer Basketballtrainer und -spieler

### Hebr
- Hebra, Ferdinand von (1816–1880), österreichischer Dermatologe
- Hebra, Hans von (1847–1902), österreichischer Dermatologe
- Hebra, Wilhelm (1885–1944), österreichischer Monarchist, der gegen den Nationalsozialismus kämpfte
- Hebrang, Andrija (1899–1949), kroatisch-kommunistischer Widerstandskämpfer während des Zweiten Weltkrieges
- Hebrang, Andrija (* 1946), kroatischer Politiker (HDZ)
- Hébrant, belgischer Fechter
- Hébrard, Ernest (1875–1933), französischer Stadtplaner, Architekt und Archäologe
- Hébras, Robert (1925–2023), Überlebender des Massakers in Oradour-sur-Glane
- Hebron, Rod (1942–2023), kanadischer Skirennläufer

### Hebt
- Hebting, Franz Sales (1826–1897), deutscher Verwaltungsbeamter
- Hebting, Heinrich (1865–1933), badischer Beamter
- Hebting, Joseph (1822–1888), deutscher Weinhändler und Politiker (NLP), MdR

### Hebu
- Hébuterne, André (1894–1992), französischer Maler
- Hébuterne, Jeanne (1898–1920), französische Malerin und ModellJeanne Hébuterne (1898–1920)

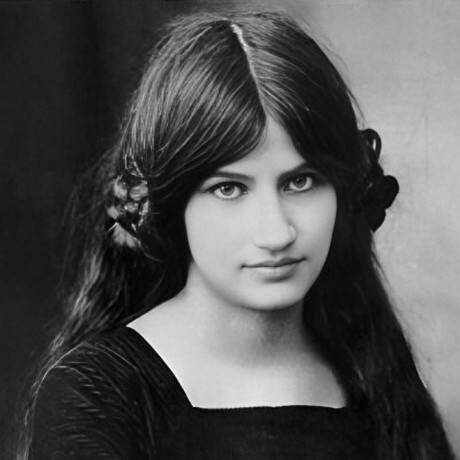
Jeanne Hébuterne (1898–1920)

### Heby
- Heby Pedersen, Sofie (* 2001), dänische Radrennfahrerin